# Vitus Bering
Vitus Jonassen Bering (a veces escrito Behring) (Horsens, Jutlandia; 12 de agosto de 1681-isla de Bering, 19 de diciembre de 1741) fue un marino y explorador danés al servicio de la marina rusa, un capitán-komandor conocido entre los marineros rusos con el nombre de Ivan Ivanovich Bering. Es conocido por haber dirigido dos importantes expediciones rusas a Kamchatka en las que exploró la costa siberiana y logró navegar por aguas del estrecho de Bering y alcanzar la costa occidental de América del Norte.

## Biografía

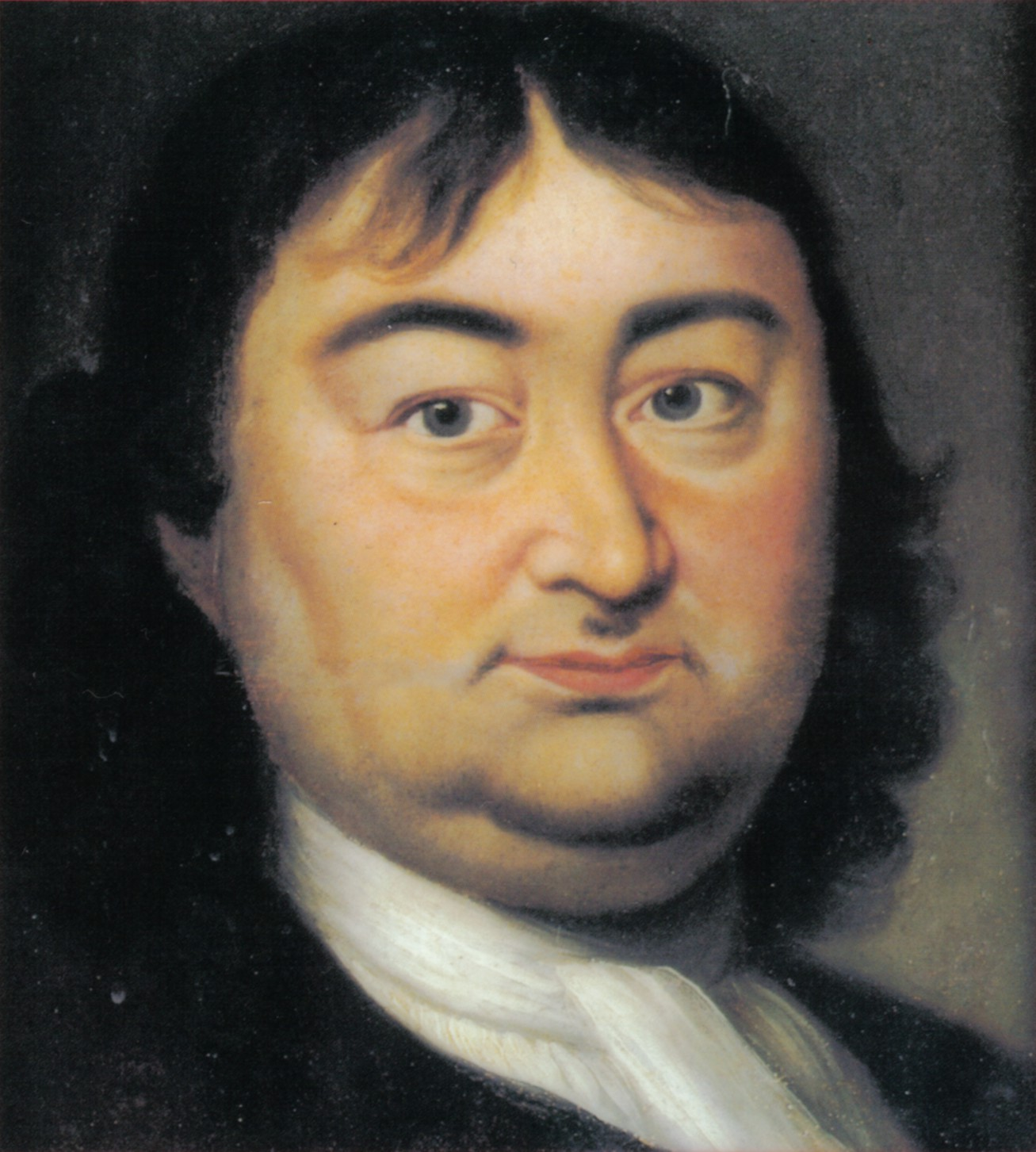
Retrato habitualmente considerado de Bering (mediados del XVIII)

Vitus Bering nació en Horsens, ciudad del interior de Dinamarca. Nació en la familia de un aristócrata y oficial de aduanas en bancarrota, siendo el tercer hijo. Desde temprana edad le enseñaron a leer y escribir, y asistió a la escuela cerca de su casa, ubicada en la misma calle. A los catorce años, después de graduarse, se inscribió en la Marina de los Países Bajos.Se graduó en el cuerpo de cadetes en Ámsterdam en 1703, y tras un corto viaje  a las Indias, el mismo año ingresó en la Armada de Rusia con el rango de segundo teniente. Después de viajar a las Indias Orientales, sirvió en la Flota Báltica Rusa durante la Gran Guerra del Norte. Entre 1710 y 1712 estuvo destinado en la flota del mar de Azov, en Taganrog.  Allí fue ascendido a teniente comandante, ordenó el esnón —un velero de dos mástiles, aparejadas en velas cuadradas— Мункер [Munker]. Participó en la guerra ruso-turca de 1710-1713. En 1711 ordenó el esnón de ocho cañones Таймалар [Taymalar], y llevó el barco de Vorónezh por el Don hasta Azov.En 1712 fue transferido a la Flota Báltica, y en 1716 fue ascendido a capitán de cuarto rango.
En 1713, en Vyborg, se casó con Anna Kristina Pyulze, hija de uno de los comerciantes locales.El matrimonio fue muy feliz hasta que Bering murió. Durante 18 años de relaciones legales, nacieron ocho hijos, pero solo cuatro sobrevivieron: los varones Jonas (1721-1786), Thomas/Timofey (1721-1786) y Anton (1730-1796), así como la hija Anna Hedwig Helena (de casada von Korf, 1731-1785). La última vez que Bering visitó su tierra natal danesa fue en 1715 y nunca regresó allí.
En 1716, como capitán de cuarto rango Bering comandó el barco Перл [Perla]. En 1717 fue ascendido a capitán de tercer rango. En 1719 comandó el barco Селафаил [Selafail]. En 1720 fue ascendido a capitán de segundo rango , y comandó el acorazado Марльбург [Malburg] y luego el Лесное [Bosque]. En 1724, fue licenciado a solicitud del servicio, y luego nuevamente aceptado para el servicio como comandante del Селафаил, con el rango de capitán de primer rango.

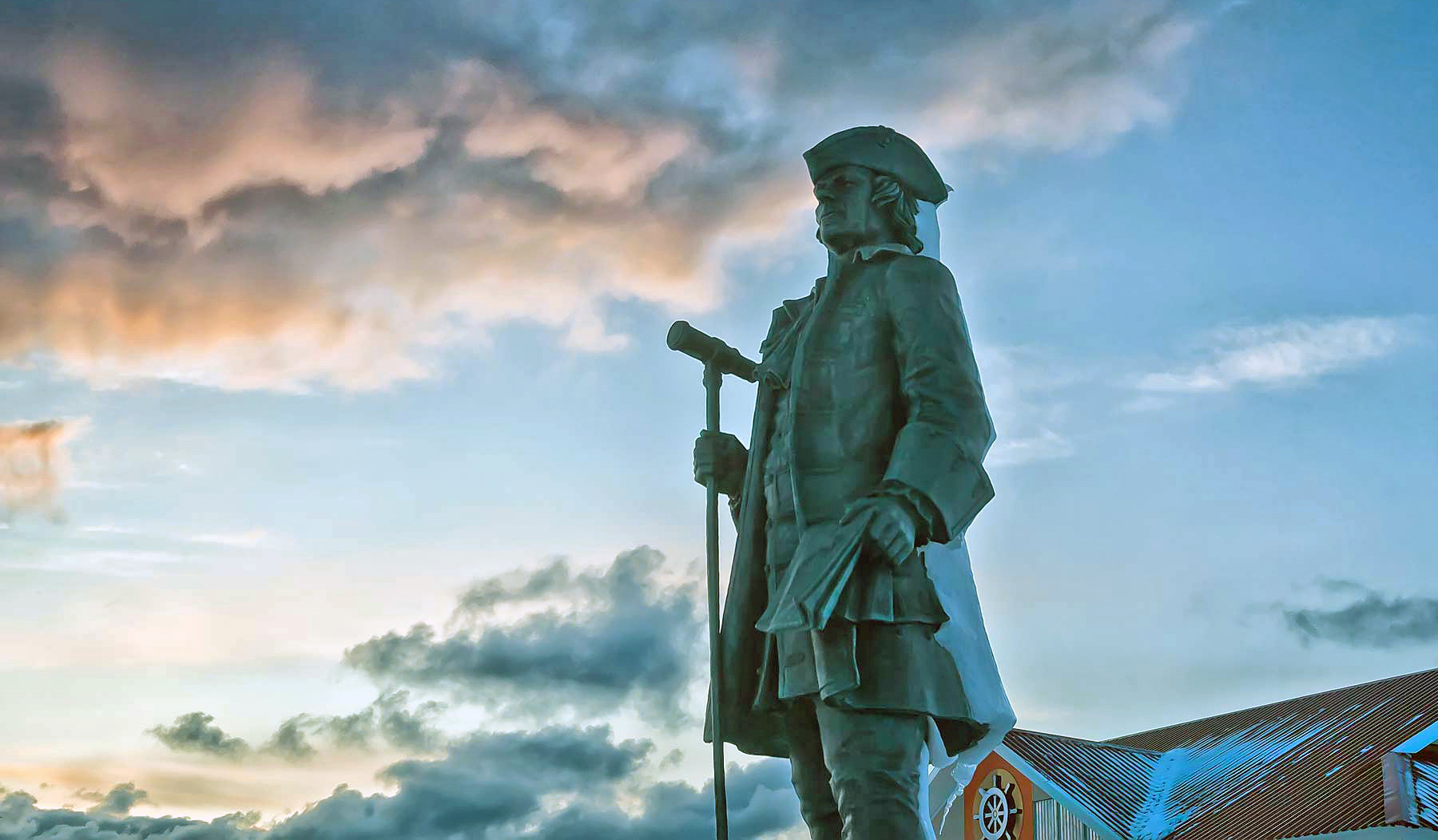
Estatua de Vitus Bering, en el distrito Aleutsky, Kamchatka Krai, localidad Nikolskoye, Isla de Bering, obra del escultor Ilya Vyuev.

## Primera expedición a Kamchatka (1725-1730)

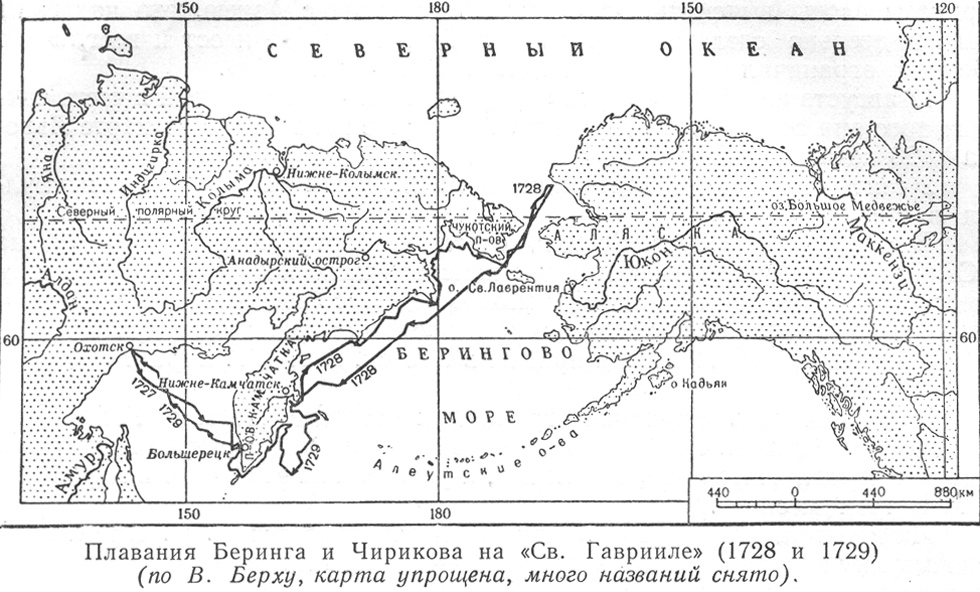
Ruta de la Primera expedición a Kamchatka

Una de las grandes empresas del zar Pedro el Grande fue el estudio científico de la geografía de Rusia y de los territorios vecinos, principalmente estudios instrumentales y recopilación de «mapas generales». En 1714-1716, después de la anexión de Kamchatka a Rusia, bajo la dirección de Pedro el Grande, se estableció la comunicación marítima entre Ojotsk y la costa occidental de Kamchatka. En 1720-1721, una de las expediciones, que se dirigía desde Kamchatka hacia el suroeste, llegó a la mitad de la cresta de las Kuriles, pero no encontró la costa americana.
Justo antes de su muerte, Pedro el Grande envió otra expedición al Lejano Oriente que encomendó a Vitus Bering. De acuerdo con las órdenes secretas del emperador ruso, Bering recibió instrucciones de construir dos barcos, dirigirse a lo largo de la costa, tratar de encontrar un istmo o estrecho entre Asia y América del Norte, y luego descender por la costa de América del Norte hacia el sur. Los asistentes de Bering también desempeñaron un papel importante en la organización y el trabajo de la Primera — y luego de la Segunda— expedición de Kamchatka: el capitán y comandante Alekséi Chírikov y el danés Martin Spanberg.
En 1725, la primera expedición viajó por tierra hasta el puerto de Ojotsk, cruzó el mar de Ojotsk y llegó a la península de Kamchatka. Allí construyó el barco Sviatoi Gavriil (en ruso, San Gabriel) y en 1728, a bordo de él, emprendió rumbo norte. El día de San Lorenzo, el 10 de agosto (estilo antiguo) de 1728, descubrió la Isla San Lorenzo. La isla fue el primer lugar conocido en Alaska que fue visitado por los exploradores occidentales. El 16 de agosto redescubrió las islas Diómedes, a la que bautizó por ser el día de San Diómedes según el calendario ortodoxo ruso.
Siguió hacia el norte hasta que ya no avistó tierra en esa dirección (es decir, habría logrado pasar el estrecho de Bering), demostrando así que Rusia y América estaban separados por el agua. A su regreso Bering fue criticado porque no había logrado avistar el continente americano, envuelto en la niebla. 
Al año siguiente comenzó una búsqueda hacia el este para encontrar el continente americano, pero no lo logró, aunque redescubrió la isla de Ratmanov, la más occidental de las islas Diómedes, ya descubierta por Semyon Dezhnev (c. 1605-1673). 
En julio de 1729, los dos navíos estaban de vuelta en Ojotsk, donde fueron amarrados junto al Vostok. Durante el largo viaje a Siberia, que le supuso cruzar todo el continente asiático, Bering cayó gravemente enfermo; mientras tanto, cinco de sus hijos murieron durante el tiempo que duró la travesía. El 28 de febrero de 1730 Bering estaba de vuelta en San Petersburgo, la capital rusa. En diciembre de 1731 recibió 1000 rublos y fue ascendido a capitán de fragata, su primer rango nobiliario (Spanberg y Chirikov también fueron ascendidos a capitanes). Había sido una expedición larga y costosa, en la que habían perdido la vida quince hombres y que había agriado las relaciones entre Rusia y sus pueblos nativos, pero que había aportado nuevos conocimientos útiles (aunque no perfectos) sobre la geografía de Siberia oriental y había presentado pruebas útiles de que Asia y América del Norte estaban separadas por mar. Sin embargo, Bering no había demostrado la separación de ambos continentes sin lugar a dudas.

## Segunda expedición a Kamchatka (1733-1743)

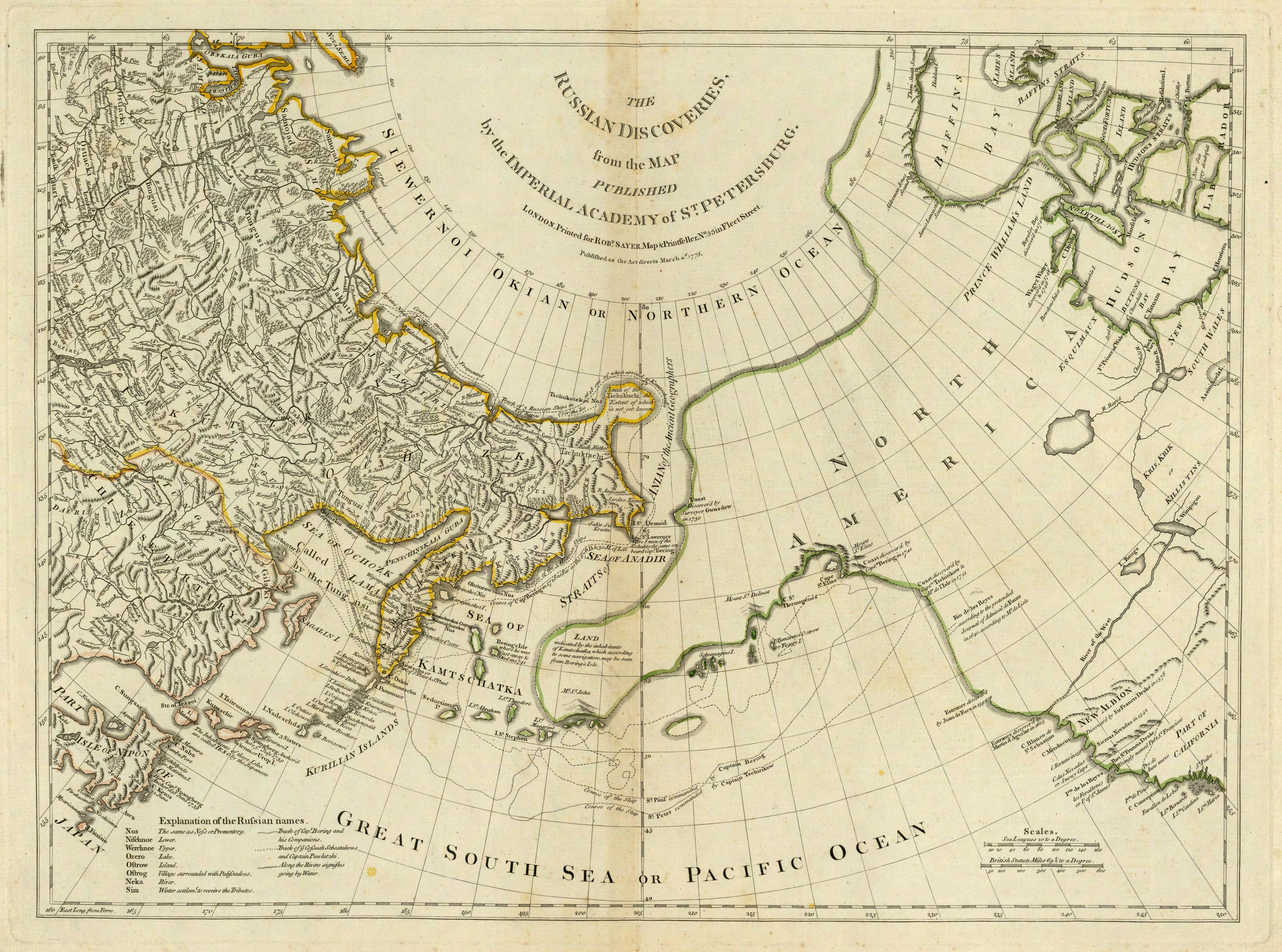
Uno de los resultados más importantes de la expedición fue la cartografía del extremo nordeste de Asia. (Mapa publicado en Londres en 1775).

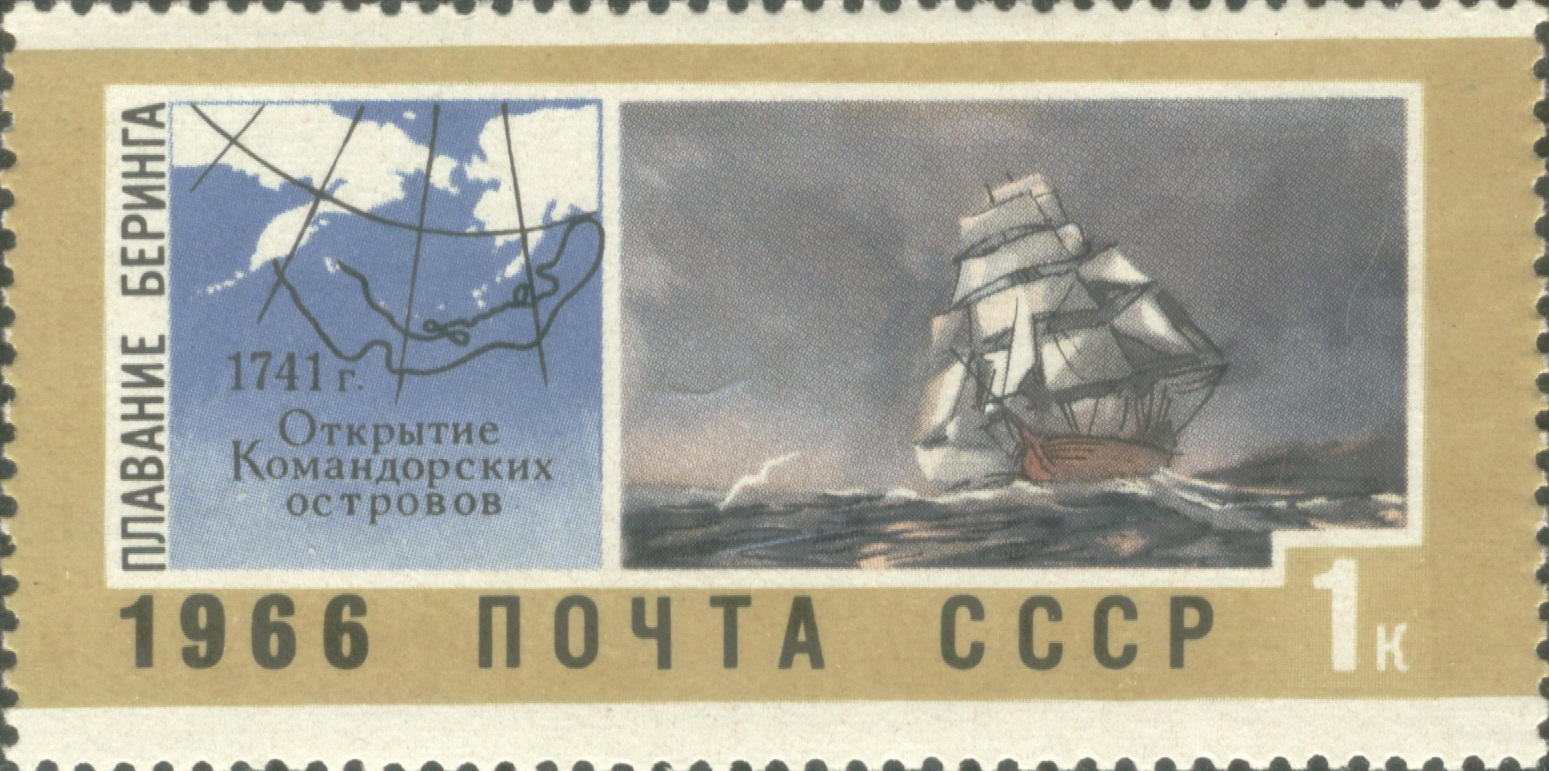
Descubrimiento de las islas del Comandante (sello de correos de la antigua URSS, 1966). Se reproduce la ruta de Bering en la segunda expedición a Kamchatka y una recreación de su barco, el Sviatoi Piotr

Bering volvió a ser elegido para liderar una segunda expedición a Kamchatka, esta vez por la emperatriz Ana de Rusia (1693-1740), sobrina del zar Pedro, que había accedido al trono en 1730. Se trataba de una gran empresa cuyos objetivos eran explorar una parte de Siberia, las costas rusas del norte y las rutas marítimas entre Ojotsk y América del Norte y Japón. Sin embargo, la situación política en el Imperio Ruso era difícil, lo que supuso retrasos. Mientras tanto, los Bering disfrutaron de su nuevo estatus y riqueza: había una nueva casa y un nuevo círculo social para los recién ennoblecidos Bering. Bering también hizo un legado a los pobres de Horsens, tuvo dos hijos con Anna e incluso intentó establecer su blasón familiar. La propuesta del viaje representaba un asunto importante, en el que participaron 600 personas desde el principio y varios centenares más por el camino.  Aunque Bering parece haber estado principalmente interesado en desembarcar en América del Norte, reconoció la importancia de objetivos secundarios, cuya lista se amplió rápidamente bajo la dirección de los planificadores Nikolai Fedorovich Golovin (jefe de la Junta del Almirantazgo del Imperio Ruso), Ivan Kirilov, político de alto rango interesado en la geografía, y Andrey Osterman, consejero cercano de la emperatriz. 
Bering volvió a la región de Kamchatka en 1735. Con la ayuda de los artesanos locales Makar Rogachev y Andrey Kozmin construyó dos navíos, el Sviatoi Piotr (San Pedro) y el Sviatoi Pavel (San Pablo), con los que partió en 1740. Fundó Petropavlovsk en Kamchatka, y desde allí lideró una expedición a Norteamérica en 1741. Una tormenta separó los dos barcos y Bering acabó en la costa sur de Alaska, en el mar de Bering, desembarcando cerca de la isla Kayak. El segundo barco, capitaneado por Alekséi Chírikov, desembarcó en el archipiélago Alexander, en la Alaska suroriental. Estos viajes de Bering y Tchirikov ocuparon un lugar central en los esfuerzos de Rusia por explorar el Pacífico norte y son hoy en día conocidos como la «Gran Expedición del Noreste».
Las duras condiciones de la región obligaron a Bering a regresar. En el camino de regreso, descubrió alguna de las islas del archipiélago de las islas Aleutianas, a las que llamó islas Shumagin en honor a un marinero de su barco que murió y fue enterrado allí. Bering enfermó y al no poder gobernar su navío, tuvo que refugiarse en las islas del Comandante (Komandorskiye Ostrova), al suroeste del mar de Bering. El 19 de diciembre de 1741 Vitus Bering murió de escorbuto en la isla que lleva su nombre, lugar donde también murieron 28 de los miembros de su tripulación. 

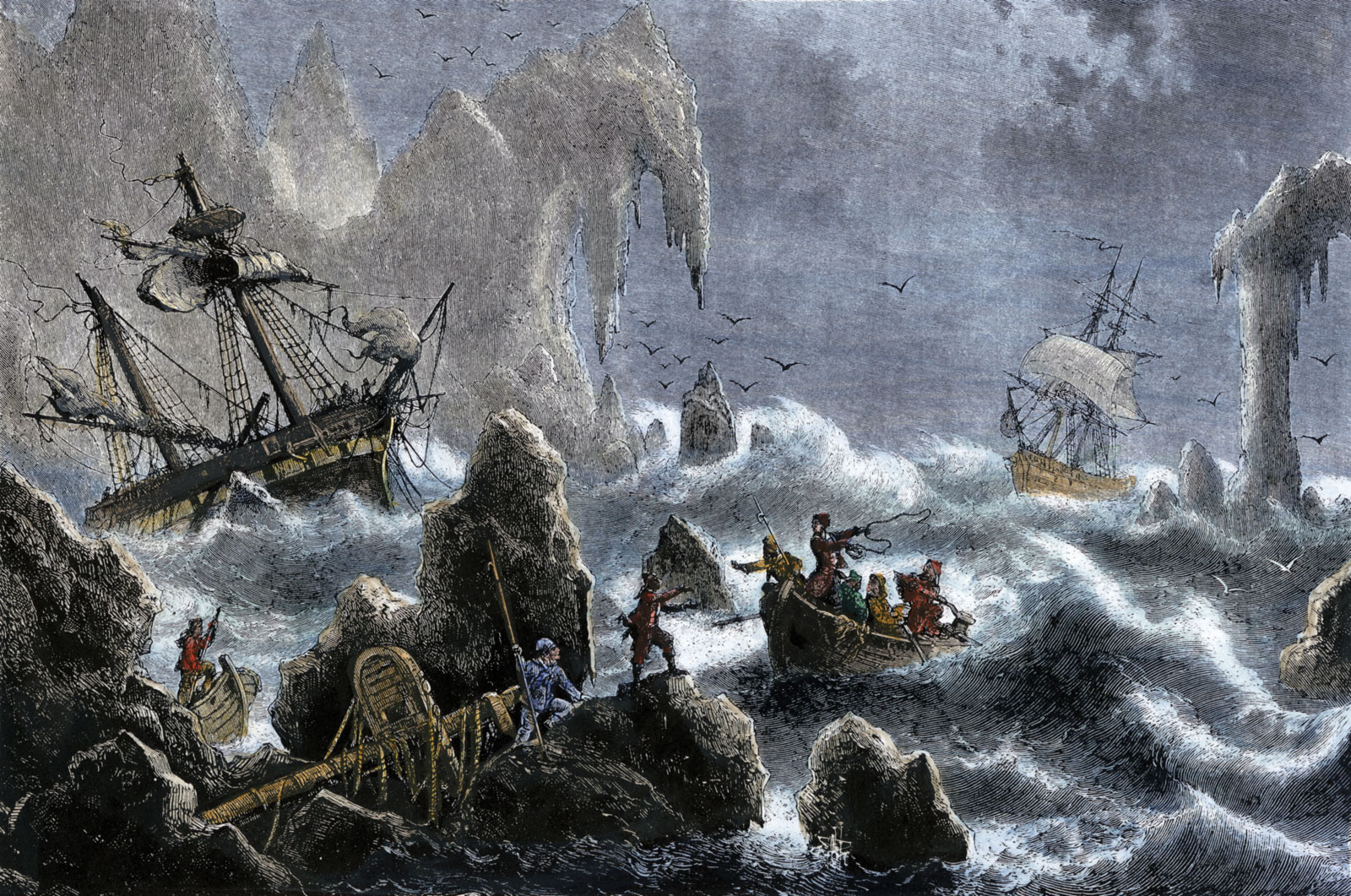
La expedición de Vitus Bering naufraga en las islas Aleutianas en 1741.

Una tormenta causó el naufragio del Piotr Sviatoi, pero el único carpintero superviviente, S. Starodubstev, con la ayuda de la tripulación, logró construir un pequeño buque a partir de los restos recuperados en el momento del hundimiento. El nuevo barco tenía solo 12,2 metros y fue también llamado Sviatoi Piotr. De los 77 hombres del Sviatoi Piotr, solo 46 lograron sobrevivir a las dificultades de la expedición. La última víctima falleció el día antes de la llegada a Kamchatka. El SviatoiPiotr continuó en servicio durante doce años, navegando entre la península de Kamchatka y Ojotsk hasta 1755. Su fabricante, Starodubtsev, regresó a su hogar cubierto de honores y más tarde construyó otras embarcaciones. 
Entre los resultados tangibles de la expedición, incluido el descubrimiento de Alaska, las islas Aleutianas, las islas del Comandante e isla de Bering, destacan la precisa cartografía de la costa norte y noreste de Rusia, la refutación de la leyenda sobre legendarios habitantes del Pacífico norte y la realización de un estudio etnográfico, histórico y biológico de Siberia y Kamchatka. La expedición también puso fin al sueño de la existencia de un paso del Nordeste —buscado desde principios del siglo XVI— que pudiera comunicar Asia y América. 
La segunda expedición de Kamchatka, con sus tres mil participantes, directos e indirectos, fue una de las mayores expediciones de la historia. El coste total de la empresa, financiada por el Estado ruso, alcanzó la increíble suma para el período de 1,5 millones de rublos, más o menos una sexta parte de los ingresos de Rusia en 1724.

## Reconocimiento de sus expediciones

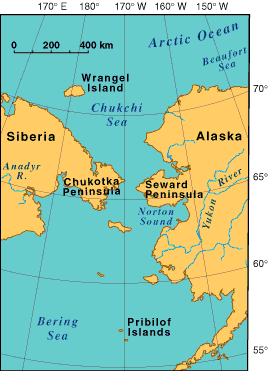
El estrecho de Bering

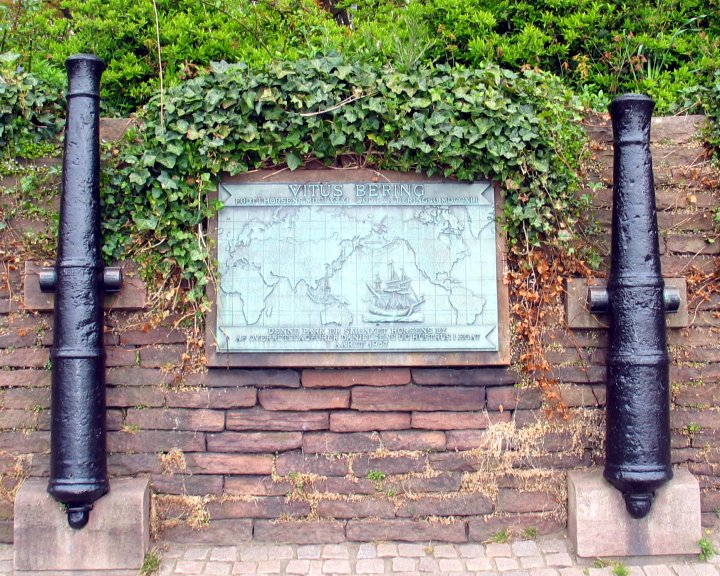
El Vitus Bering Parken en Horsens, Dinamrca

La importancia del trabajo de Bering no fue reconocida durante mucho tiempo, hasta que el navegante inglés James Cook probó en su tercer viaje por la región (1776-1779) la exactitud de sus observaciones. Muchos accidentes geográficos de la zona por él explorada llevan ahora su nombre, como el estrecho de Bering, la isla de Bering o el mar de Bering. Además, la región asiático-americana integrada por Alaska, el extremo este de Siberia, el estrecho de Bering y los mares de Bering y Chukchi lleva su nombre, Beringia.
Resultó difícil evaluar la magnitud de los logros de Bering desde el punto de vista ruso, ya que no fue ni el primer ruso que avistó América del Norte (Mijaíl Gvózdev lo hizo en la década de 1730), ni el primer ruso que atravesó el estrecho que ahora lleva su nombre (honor que corresponde a la relativamente desconocida expedición de Semión Dezhniov en el siglo XVII). Los informes de su segundo viaje fueron celosamente guardados por la administración rusa, lo que impidió que la historia de Bering fuera contada en su totalidad al menos hasta un siglo después de su muerte. No obstante, los logros de Bering, tanto como explorador individual como líder de la segunda expedición, se consideran sustanciales. En consecuencia, el nombre de Bering se ha utilizado desde entonces para el estrecho de Bering por ser bautizado así por el capitán James Cook (a pesar de conocer la expedición anterior de Dezhniov), así como el mar de Bering, la isla de Bering y el glaciar de Bering. También lleva su nombre el puente terrestre de Beringia existente en la última glaciación que comunicaba entonces los dos continentes.

Evolución histórica del puente terrestre de Beringia entre Siberia y América del Norte

En agosto de 1991, los restos de Bering y cinco de sus tripulantes fueron descubiertos por un transporte marítimo ruso-danés. Los cuerpos fueron transportados a Moscú, donde los médicos lograron establecer su apariencia. Sus dientes no tenían signos evidentes de escorbuto, lo que conduce a la conclusión de que murió de otra enfermedad. En 1992, los cuerpos de Bering y los otros marineros fueron reenterrados de nuevo en la isla de Bering.

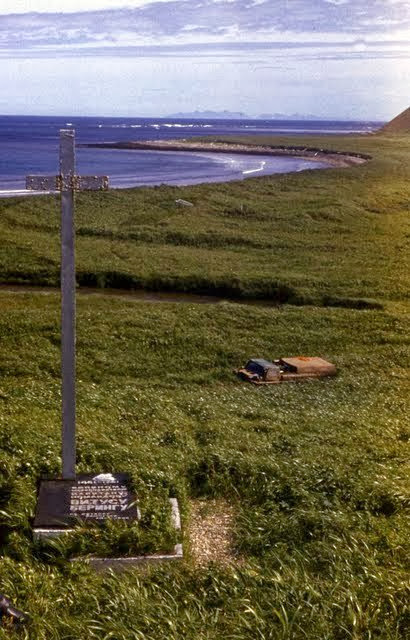
La tumba de Vitus Bering en la isla de Bering

## Notas

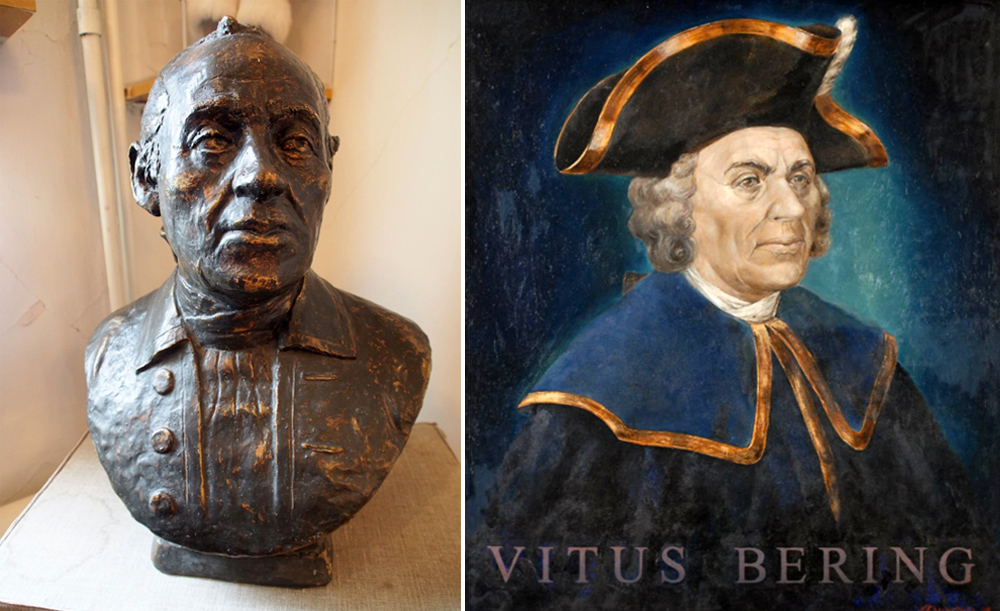
Reconsrucción post mortem del rostro de Vitus Bering, 1991. (Instituto de Arqueología de la Academia Rusa de Ciencias) http://haritonoff.livejournal.com/333422.html